# Czarni Słupsk
Czarni Słupsk ist eine polnische Basketballprofimannschaft. Der in Słupsk (deutsch Stolp) beheimatete Verein tritt seit 2005 unter dem Namen SSA Energa Czarni Słupsk auf. Der Club spielt in der höchsten polnischen Liga, der Polska Liga Koszykówki (deutsch Polnische Basketball-Liga).

## Geschichte
Der Verein wurde 1945 von Bahnangestellten unter dem Namen KKS Ognisko Słupsk gegründet. Zu diesem Zeitpunkt hatte der Club nur eine Fußballsektion. Die Basketballsektion wurde vom Verein Gryf (ebenfalls aus Słupsk) Ende der 1980er Jahre übernommen. In der Saison 2009/10 wurde Czarni Słupsk von dem aus Lettland stammenden ehemaligen Basketball-Olympiasieger Igors Miglinieks trainiert, bevor dessen litauischer Assistent Dainius Adomaitis in der folgenden Saison übernahm. Er konnte den größten Erfolg der Mannschaft mit der Bronzemedaille in der Meisterschaft 2011 wiederholen, die man erstmals 2006 gewonnen hatte. Der ebenfalls lettische Uvis Helmanis, in Deutschland bekannt als Spieler aus der Basketball-Bundesliga, assistierte Adomaitis dabei, nachdem er während der Saison zum Verein stieß.

## Halle
Die Saisonspiele bestreitet der Verein in der Hala Gryfia, einer 1982 gebauten Sporthalle in Słupsk. Die Halle bietet 2554 Zuschauern Platz.

## Erfolge
- Saison 2005/2006 – 3. Platz
- Saison 2010/2011 – 3. Platz
- Saison 2014/2015 – 3. Platz